# Alma y Vida
Alma y Vida est un groupe argentin de rock, originaire de Buenos Aires.

## Histoire
Le groupe se forme en 1970. Une fois le style adopté, Alma y Vida enregistre son premier single : Niño de color cariño b/w He comprendido, pour le label Mandioca. Peu après, Gustavo Moretto remplace Mario Salvador aux cuivres, ce qui, avec le recul, s'avère être une évolution importante. Alma y Vida signe ensuite avec RCA pour sortir son premier album éponyme. Alma y Vida est influencé par le succès de la proposition musicale similaire de Chicago. Le premier album homonyme, sorti en 1971, contient les chansons à succès Mujer, gracias por tu llanto, Veinte monedas et Lágrima de ciudad.
Le groupe se popularise dans les cercles non rock, en particulier dans les clubs dits « branchés », mais n'est que modérément accueilli par l'industrie du rock. Mais la force de leur son commence à toucher un public plus large, en particulier après leur deuxième album Alma y Vida Vol. 2 (une autre influence de Chicago est le titre de l'album). Le morceau Hoy te vamos a cantar est un succès important. Leur troisième album, Del gemido de un gorrión (1973), est sans doute leur meilleur album et l'un des meilleurs albums de rock de l'époque. Il s'agit d'une musique sophistiquée, autant de rock que de mélodies mûres, avec quelques tendances politiques (vers la gauche), prédisant les tendances du rock argentin d'environ trois ans.
Alma y Vida sort un numéro Alma y Vida Vol. 4 pour RCA en 1974. Salven a Sebastián est largement considéré comme le plus grand single du catalogue du groupe. Et le reste de l'album reste solide, point culminant d'une demi-décennie de production musicale solide qui, en 1975, avait conquis les rockers et les auditeurs du music-hall. Mais Gustavo Moretto annonce alors qu'il se retire d'Alma y Vida pour poursuivre de nouveaux horizons musicaux (il formera le groupe de rock progressif Alas).
Le groupe, désormais composé de cinq membres, sort Alma y Vida Vol. 5 au début de l'année 1976. Mais l'album montre des signes évidents de fatigue, malgré le single Le daré su mano a Dios. Ce sera la fin de la route pour le groupe, avec le départ de Carlos Mellino. Le groupe se reforme en 2001, plus de 20 ans plus tard, et continue de jouer depuis.

## Discographie

### Albums studio
- 1971 : Alma y vida
- 1972 : Alma y Vida Vol. 2
- 1973 : Del gemido de un gorrión
- 1974 : Alma y Vida Vol. 4
- 1976 : Alma y Vida Vol. 5
- 1990 : Juntos otra vez
- 1991 : Nuevas sensaciones

### Singles
- 1970 : Niño color cariño - He comprendido
- 1971 : Se feliz - Siempre el ocaso